# Ігнатій Мусса I Дауд
Ігна́тій Мусса́ I Дау́д (фр. Ignace Moussa I Daoud; в миру: Базіль Мусса Дауд (фр. Basile Moussa Daoud); 18 вересня 1930, Мескане, Сирія — 7 квітня 2012, Рим, Італія) — патріарх Сирійської католицької церкви (1998–2001), префект Конгрегації Східних Церков (2000–2007), кардинал.

## Біографічні відомості

Герб патріарха Ігнатія Мусси I

Мусса Дауд народився 18 вересня 1930 року в Маскане, селі поблизу Хомса у Сирії. Має двох братів та трьох сестер.
Він отримав початкову освіту в церковно-парафіяльній школі, якою керував о. Ганна Макдіссі.
У грудні 1941 року він вступив до семінарії святого Єфрема і святого Бенедикта в Єрусалимі, під керівництвом французьких бенедиктинців, де здобував подальшу освіту.
У 1948 році, після війни в Палестині між євреями і арабами, семінарія була переведена в монастир Шарфе у Лівані. Там він завершив останній рік середньої школи. Потім, від 1949 до 1955 року, він вивчав філософію і богослов'я в тій же семінарії.
Дауд прийняв священиче рукоположення 17 жовтня 1954, через покладання рук покійного кардинала-патріарха Ігнатія Ґабрієля I Таппуні, в кафедральному сирійсько-католицькому соборі святого Юрія в Бейруті, разом з сімома іншими священиками. З восьми висвячених п'ять у майбутньому стали єпископами.
У 1955 році повернувся у рідну єпархію Хомса і виконував там такі обов'язки:
- Вчитель катехизму в школі святого Йосифа;
- Помічник пароха Хомса;
- Директор школи святого Йосифа і парох Хомса;
- Секретар, а згодом генеральний вікарій єпархії.

У 1962 році він був відправлений у Рим, щоб вивчати канонічне право в Латеранському університеті. Здобув ліценціат у 1964 році.
У 1965–1970 був секретарем сирійського католицького патріарха Антіохійського, а також захисником подружнього вузла в патріаршому трибуналі в Бейруті.
2 липня 1977 року Синод єпископів Сирійської католицької церкви обрав його сирійсько-католицьким єпископом Каїра. Єпископська хіротонія відбулася 18 вересня 1977 року в Шарфе, Ліван, в церкві жіночого монастиря Пресвятої Богородиці Визволительки (головним святителем був Ігнатій Антоній II Гаєк, сирійський патріарх Антіохійський, а співсвятителями — архієпископи Флав'єн Захарія Мелкі і Йосиф Яків Абіад). 7 жовтня того ж року був урочисто введений на престол в церкві святої Катерини в Каїрі.
Упродовж сімнадцятирічного управління єпархією Каїра були виконані зокрема такі роботи:
- Будівництво кафедрального собору Богоматері Розарію в Каїрі;
- Будівництво парафії в Геліополісі;
- Будівництво нового корпусу школи святого Михаїла в Каїрі;
- Будівництво поліклініки «Сіттіна Маріам».

Крім того, єпископ Дауд читав лекції і проводив духовні вправи. Він викладав канонічне право в семінарії «Аль-Маадія» Коптської католицької церкви та в Філософсько-богословському інституті Сакакіні (Каїр). Мусса Дауд був також радником, а згодом членом, комісії в справах перевірки східного канонічного права, а також очолював комісію з перекладу Кодексу Канонів Східних Церков на арабську мову.
1 липня 1994 року, за рішенням Синоду єпископів Сирійської католицької церкви, Дауд був призначений сирійським архієпископом Хомса. Урочисто введений на престол 18 вересня того ж року.
У 1995 році архієпископ Дауд був обраний членом Постійного Синоду та синодального трибуналу Сирійської католицької церкви. У 1997 році Асамблея католицьких патріархів і єпископів Сирії призначила його головою спільної комісії в справах благодійництва.
13 жовтня 1998 року Синод єпископів Сирійської католицької церкви обрав його патріархом Антіохійським, главою цієї церкви. Він прийняв ім'я Ігнатій Мусса I. 20 жовтня того ж року Папа Римський Іван Павло II надав йому церковне єднання, а 25 жовтня відбулася його інтронізація.
25 листопада 2000 року патріарх Дауд був призначений префектом Конгрегації Східних Церков і, у зв'язку з цим, 8 січня 2001 року він зрікся патріаршого престолу, отримавши таким чином титул патріарха-емерита Антіохійським Сирійської католицької церкви. Як префект Конгрегації Східних Церков, кардинал Дауд був також великим канцлером Папського східного інституту.
На консисторії, що відбулася 21 лютого 2001 року, Іван Павло II надав йому сан кардинала-єпископа.
Кардинал Дауд брав участь у конклаві 2005 року, який обрав Папу Римського Бенедикта XVI.
9 червня 2007 року кардинал Дауд покинув пост префекта Конгрегації Східних Церков. Його наступником став майбутній кардинал Леонардо Сандрі.
Перед сповненням 80-річного віку кардинал Дауд був членом таких дикастерій Римської курії:
- Конгрегація віровчення;
- Конгрегація в справах святих;
- Папська рада зі сприяння єдності християн;
- Папська рада в справах інтерпретації законодавчих текстів;
- Спеціальна рада в справах Лівану Генерального секретаріату Синоду Єпископів.

18 вересня 2010 року кардиналові Дауду виповнилося 80 років і він втратив право брати участь у конклаві та членство в римських дикастеріях.
Кардинал Дауд володів арабською, французькою та італійською мовами.
Помер 7 квітня 2012 року в Римі. Похоронна меса була відслужена в Соборі святого Петра 10 квітня. 11 квітня тіло покійного кардинала переправили в Бейрут, де патріарх Сирійської католицької церкви Ігнатій Йосиф III Юнан відслужив ще одну заупокійну Літургію, після чого його поховали в крипті патріархів у Шарфе.

## Нагороди
- Великий офіцер ордена Зірки Румунії (2004)
- Великий офіцер ордена Почесного легіону (2007)